# بنه‌کوم
بنه‌کوم (به هلندی: Bennekom) یک منطقهٔ مسکونی در هلند است که در ایده واقع شده‌است. بنه‌کوم ۱۴٫۷۴۰ نفر جمعیت دارد.